# Cailloux-sur-Fontaines
Cailloux-sur-Fontaines là một xã thuộc tỉnh Rhône trong vùng Rhône-Alpes phía đông nước Pháp. Xã này nằm ở khu vực có độ cao trung bình 284 mét trên mực nước biển.